# Grants
Grants és una població dels Estats Units i seu del comtat de Cibola a l'estat de Nou Mèxic. Segons el cens del 2008 tenia 10.500 habitants.

## Demografia
Segons el cens del 2000, Grants tenia 8.806 habitants, 3.202 habitatges, i 2.321 famílies. La densitat de població era de 248,7 habitants per km².
Dels 3.202 habitatges en un 37,5% hi vivien nens de menys de 18 anys, en un 49,5% hi vivien parelles casades, en un 17,1% dones solteres, i en un 27,5% no eren unitats familiars. En el 24,1% dels habitatges hi vivien persones soles el 8,5% de les quals corresponia a persones de 65 anys o més que vivien soles. El nombre mitjà de persones vivint en cada habitatge era de 2,61 i el nombre mitjà de persones que vivien en cada família era de 3,06.
Per edats la població es repartia de la següent manera: un 28,8% tenia menys de 18 anys, un 9,3% entre 18 i 24, un 27,9% entre 25 i 44, un 21,7% de 45 a 60 i un 12,3% 65 anys o més.
L'edat mediana era de 34 anys. Per cada 100 dones de 18 o més anys hi havia 79,4 homes.
La renda mediana per habitatge era de 30.652$ i la renda mediana per família de 33.464$. Els homes tenien una renda mediana de 31.870$ mentre que les dones 20.808$. La renda per capita de la població era de 14.053$. Aproximadament el 19,4% de les famílies i el 21,9% de la població estaven per davall del llindar de pobresa.

## Poblacions més properes
El següent diagrama mostra les poblacions més properes.